# Dielli Vranoci
Dielli Vranoci (* 30. Dezember 1994 in Peja) ist ein Profiboxer kosovo-albanischer Herkunft. Er boxt in den Gewichtsklasse Superweltergewicht bis 69,8 kg. Er konnte im Jahre 2023 seinen ersten Titel (Int. Österreichische Meister) erstreiten.

## Leben
Dielli Vranoci lebte bis zu seinem 24. Lebensjahr mit seiner Familie (zwei Brüder und eine Schwester) im Kosovo (Peja). Im Jahr 2006 verstarb seine Mutter, 2010 auch sein Vater.
Dielli besuchte die Grundschule „Vaso Pash Shkodrani“ in Peja. Nach Abschluss der Grundschule ging er auf das Gymnasium „Bedri Pejani“ und machte 2013 sein Abitur. 
Seit 2019 lebt Dielli in Wien, Österreich, und widmet sich seiner Karriere als Profiboxer.

## Erfolge

### Amateur
Im Alter von 14 Jahren entdeckte Dielli Vranoci seine Leidenschaft fürs Boxen. Wegen des Todes seines Vaters legte Vranoci eine einjährige Pause vom Boxen ein. Nach der Pause fing er wieder an zu Trainieren und bestritt im Alter von 16 Jahren seinen ersten Amateurkampf. Zeitnah wurde er Mitglied des kosovarischen olympischen Amateur-Boxteams. Daraufhin folgten zahlreiche Veranstaltungen, bei denen er für sein Land boxte:
- Mittelmeerspiele Tarragona 2018: 5. Platz 69 kg[1]
- Internationales XXXII. Ahmet-Comert-Boxturnier 2018 (MÄNNER)
- Internationales Turnier Memorial Vllaznia 2018: Goldmedaille im Weltergewicht
- Golden Gong 2018: Goldmedaille im Weltergewicht
- Adem-Jashari-Turnier 2018: Goldmedaille im Weltergewicht
- 70. Internationales Boxturnier „Strandja“ 2019 im Weltergewicht

### Profikarriere
Nach zahlreichen Amateurkämpfen kam Dielli Vranoci 2019 nach Österreich, um seine Profikarriere zu starten. Sein Profidebüt gab er am 16. November 2019, das er durch TKO in der zweiten Runde gewann.